# Constantaan
Constantaan is een legering van koper (54%), nikkel (45%) en mangaan (1%). De elektrische weerstand van deze legering blijft redelijk constant over een groot temperatuurbereik. De legering werd ontwikkeld door Edward Weston, en wordt gebruikt voor ijkweerstanden, in meettoestellen, thermokoppels en overal waar de weerstandswaarde zo constant mogelijk moet blijven.
| Soortelijke weerstand           | 0,49·10−6 Ωm   |
| Temperatuurcoëfficiënt          | 0,42·10−3 K −1 |
| Soortelijke massa               | 8,9·103 kg/m3  |
| Lineaire uitzettingscoëfficiënt | 14,6·10−6 K−1  |
| Elasticiteitsmodulus            | 165,5 GPa      |
| Smeltpunt                       | 1260 °C        |